# Autoroute AP-41 (Espagne)
L'autoroute AP-41 est une autoroute payante qui permet de relier Madrid à Tolède.
L'autoroute AP-41 a été construite dans un premier temps entre Madrid et Tolède pour décongestionner l'A-42 du trafic, saturée aux heures de pointe entre ces 2 villes.
En effet l'A-42 regroupait jusqu'à présent tous les trafics en partant de Madrid à destination de la banlieue sud qui regroupe les plus grandes villes de l'agglomération (Getafe, Leganés...).
En théorie, l'AP-41 doit permettre d'absorber 20 % du trafic de l'A-42. Mais depuis son ouverture, seuls 800 véhicules l'empruntent en raison de son tracé (15 km de plus à parcourir) par rapport à l'A-42 (qui est limitée à la même vitesse), le tarif du péage et le fait que l'A-42 ne soit pas forcément saturée entre la banlieue sud de Madrid et Tolède. Cette autoroute fait partie des "autoroutes fantômes" comme les autoroutes AP-7 entre Vera et Carthagène, l'AP-36 et les autoroutes radiales R-2, R-3, R-4 et R-5.
L'AP-41 entre Madrid et Tolède est la partie payante de la nouvelle voie Madrid - Andalousie. En effet, à plus long terme, le gouvernement a l'intention de prolonger l'AP-41 jusqu'à Cordoue pour donner une alternative à destination du sud (Andalousie) et donc pour décongestionner l'A-4 (Autovia d'Andalousie), saturée dans certains secteurs car c'est la seule voie rapide qui permet d'accéder au sud de l'Espagne depuis Madrid. Ce prolongement sera une voie rapide gratuite sous la dénomination d'A-41.
L'AP-41 est une autoroute concédée par la société Autopista Madrid-Toledo.

## Tracé
- Madrid - Tolède :

L'AP-41 se détache de la R-5 (radiale sud-ouest) dans le sud-ouest de Madrid à hauteur de Arroyomolinos pour descendre vers le sud en direction de Tolède quelle dessert par l'est, via la voie rapide urbaine TO-22 qui remplace l'AP-41 dans l'agglomération.

## Tronçons pour l'alternativeMadrid-Andalousie
- Madrid - Tolède : En service

Voir AP-41
- Tolède - Consuegra : En service

Voir Autoroute des Vignobles
- Consuegra - Ciudad Real : En projet

Voir CM-46
- Ciudad Real - Puertollano : En service

Voir A-41
- Puertollano - Almaden : En projet

Voir A-43
- Almaden - Espiel : En projet

Voir AP-41
- Espiel - Cordoue : En projet

Voir A-81

## Sorties
| Sorties | Villes                                  |           |
| ------- | --------------------------------------- | --------- |
|         | Madrid - Talavera de la Reina           | R-5       |
| 01      | Arroyomolinos                           | M-413     |
| 02      | Grinon - El Alamo                       | M-404     |
|         | Péage                                   |           |
| 03      | Caranque - El Viso de San Juan          | TO-4410   |
| 04      | Yuncos Nord - Llescas                   |           |
| 05      | Yuncos Est                              |           |
| 06      | Cobeja - Villaluenga de la Sagra        | TO-4511-V |
| 07      | Villaseca de la Sagra                   | CM-4001-V |
|         | Avila - Ocaña - Cuenca                  | A-40      |
|         | Autoroute d'accès à Tolède Tolède TO-20 | TO-22     |